# Monumento a Francesco Domenico Guerrazzi

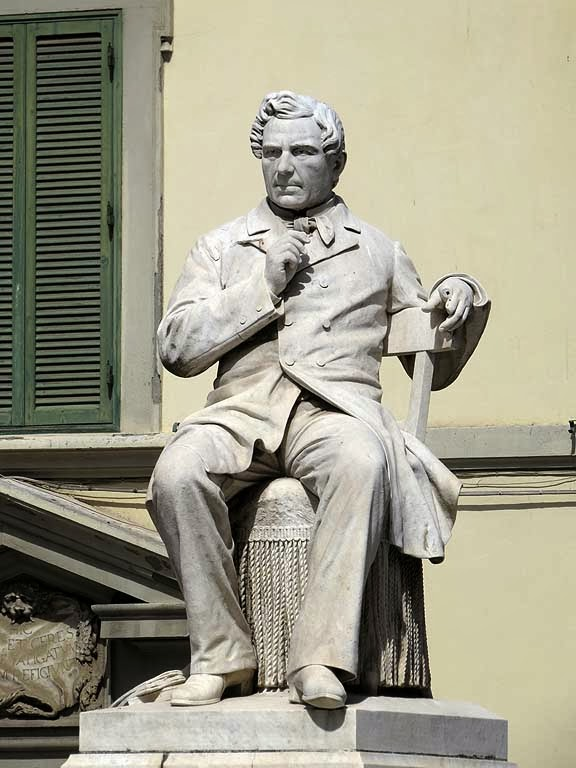
Monumento a Francesco Domenico Guerrazzi (Livorno)

Il monumento a Francesco Domenico Guerrazzi si trova in piazza Guerrazzi a Livorno.
Nella seconda metà del XIX secolo l'amministrazione comunale bandì un concorso per l'erezione di un monumento a Francesco Domenico Guerrazzi.
Il concorso fu vinto da Lorenzo Gori, scultore molto attivo nella Livorno di fine Ottocento.
L'opera, inaugurata nel 1885, mostra il celebre letterato e uomo politico, seduto in atteggiamento riflessivo. Ai lati del piedistallo, su cui poggia la scultura, sono presenti due bassorilievi in bronzo che ripercorrono alcuni degli episodi più importanti della vita del Guerrazzi: la prigionia a Portoferraio, nel 1832, e la proclamazione del governo provvisorio della Toscana, l'8 febbraio 1849.
Allo scultore furono però mosse alcune critiche per non aver saputo esprimere nell'opera le grandi doti di istigatore di folle che avevano fortemente caratterizzato la figura politica di Guerrazzi.